# Campionato brasiliano di rugby a 15
Il Campionato brasiliano di rugby (in portoghese: Campeonato Brasileiro de Rugby), conosciuto popolarmente come Brasileirão de Rugby, è il campionato di rugby a 15 di massima divisione del Brasile.
Istituita nel 1964, la competizione viene organizzata annualmente dalla Confederação Brasileira de Rugby (CBRu), la federazione nazionale, e vanta di essere uno dei più antichi tornei sportivi del Paese ancora attivi. La squadra più vittoriosa del campionato è il São Paulo Athletic Club con 13 titoli, dei quali: sei consecutivi dal 1964 al 1969 e cinque dal 1974 al 1978.
Il numero delle squadre partecipanti, così come la formula del torneo, variano di anno in anno a seconda delle necessità finanziarie e logistiche dei club. Attualmente, la piramide del campionato brasiliano è costituita da soltanto due divisioni che operano in un sistema di promozione e retrocessione. Il campionato di seconda divisione è la Taça Tupi (it. Coppa Tupi), in precedenza Campionato brasiliano di rugby di Serie B, tornata ad essere disputata dopo l'estinzione della Coppa del Brasile.

## Storia

### Antefatti
La disciplina del rugby venne introdotta in Brasile da Charles Muller, figura conosciuta in tutto il Paese per aver introdotto lo sport nazionale, il calcio.
Nel 1891, nello stato di Rio de Janeiro, nacque quella che sarebbe stata la prima squadra brasiliana in assoluto, il Clube Brasileiro de Futebol Rugby. Successivamente, si originarono degli organismi negli stati di Rio de Janeiro, appunto, e San Paolo, che nel 1926 diedero vita ad un torneo in gara unica tra le due squadre statali, denominato The Beilby Alston Rugby Cup e, di fatto, la prima competizione brasiliana di rugby, che durò fino al 1983.

### Il Campionato brasiliano di rugby
Dopo la fondazione della Federazione brasiliana, nel 1964 nacque il campionato nazionale di rugby con il nome di Torneio Aberto de Rugby do Brasil (letteralmente, in italiano: Torneo aperto di rugby del Brasile). Alla prima edizione presero parte 10 club, 9 dei quali provenienti dallo stato di San Paolo ed uno soltanto da quello di Rio de Janeiro. Il campionato era suddiviso in tre divisioni: Divisão de Elite, 2º Escalão (oggi Taça Tupi) e 3º Escalão. I club partecipanti alla prima divisione furono: SP Barbarians, CUSP (poi FUPE), Rio Cricket e SPAC.
Nel 1977 fu istituito il Campionato paulista di rugby che si distinse dal campionato nazionale. Oltre alle squadre dello stato di San Paolo, nel corso della storia del torneo parteciparono tre club di Rio de Janeiro: Niterói, Guanabara, Rio Rugby.
Il primo club al di fuori dell'asse Rio-San Paolo a gareggiare nel campionato nazionale fu il Curitiba nel 1983. Una decade dopo, nel 1996 il Desterro dello stato di Santa Catarina partecipò alla competizione laureandosi campione del Brasile nell'edizione di debutto.
Nato come Torneio Aberto de Rugby do Brasil, è stato chiamato Campionato brasiliano di rugby per gran parte della sua esistenza. Attualmente, è popolarmente noto come Brasileirão de Rugby, prendendo spunto dal soprannome del campionato calcistico.
Recentemente, il campionato viene rinominato con l'utilizzo della parola "Super" seguita dal numero dei club partecipanti (es. Super 16 nell'edizione 2018), che varia di anno in anno. L'uso di "Super" è associato al Super Rugby, uno dei campionati principali per club al mondo.
Nel 2020 e 2021 i campionati sono stati annullati a seguito dell'emergenza dovuta alla pandemia di COVID-19.

## Albo d'oro
| Edizione | Edizione | Vincitore            |
| -------- | -------- | -------------------- |
| 1        | 1964     | SPAC                 |
| 2        | 1965     | SPAC                 |
| 3        | 1966     | SPAC                 |
| 4        | 1967     | SPAC                 |
| 5        | 1968     | SPAC                 |
| 6        | 1969     | SPAC                 |
| 7        | 1970     | SP Barbarians        |
| 8        | 1971     | SP Barbarians        |
| 9        | 1972     | FUPE                 |
| 10       | 1973     | Medicina             |
| 11       | 1974     | SPAC                 |
| 12       | 1975     | SPAC                 |
| 13       | 1976     | Niterói e SPAC       |
| 14       | 1977     | SPAC                 |
| 15       | 1978     | SPAC                 |
| 16       | 1979     | Niterói              |
| 17       | 1980     | Alphaville           |
| 18       | 1981     | Medicina             |
| 19       | 1982     | Alphaville           |
| 20       | 1983     | Alphaville e Niterói |
| 21       | 1984     | Niterói              |

| Edizione | Edizione | Vincitore    |
| -------- | -------- | ------------ |
| 22       | 1985     | Alphaville   |
| 23       | 1986     | Niterói      |
| 24       | 1987     | Pasteur      |
| 25       | 1988     | Bandeirantes |
| 26       | 1989     | Alphaville   |
| 27       | 1990     | Niterói      |
| 28       | 1991     | Alphaville   |
| 29       | 1992     | Alphaville   |
| 30       | 1993     | Rio Branco   |
| 31       | 1994     | Pasteur      |
| 32       | 1995     | Bandeirantes |
| 33       | 1996     | Desterro     |
| 34       | 1997     | Rio Branco   |
| 35       | 1998     | Rio Branco   |
| 36       | 1999     | SPAC         |
| 37       | 2000     | Desterro     |
| 38       | 2001     | Bandeirantes |
| 39       | 2002     | São José     |
| 40       | 2003     | São José     |
| 41       | 2004     | São José     |
| 42       | 2005     | Desterro     |

| Edizione | Edizione | Vincitore     |
| -------- | -------- | ------------- |
| 43       | 2006     | Rio Branco    |
| 44       | 2007     | São José      |
| 45       | 2008     | São José      |
| 46       | 2009     | Bandeirantes  |
| 47       | 2010     | São José      |
| 48       | 2011     | São José      |
| 49       | 2012     | São José      |
| 50       | 2013     | SPAC          |
| 51       | 2014     | Curitiba      |
| 52       | 2015     | São José      |
| 53       | 2016     | Curitiba      |
| 54       | 2017     | Jacareí       |
| 55       | 2018     | Poli Rugby    |
| 56       | 2019     | São José      |
| -        | 2020     | Non assegnato |
| -        | 2021     | Non assegnato |
| 57       | 2022     | Poli Rugby    |
| 58       | 2023     | Pasteur       |
| 59       | 2024     | Jacareí       |

### Riepilogo tornei vinti per club
| Club          | Vittorie | Edizioni                                                                     |
| ------------- | -------- | ---------------------------------------------------------------------------- |
| SPAC          | 13       | 1964, 1965, 1966, 1967, 1968, 1969, 1974, 1975, 1976, 1977, 1978, 1999, 2013 |
| São José      | 10       | 2002, 2003, 2004, 2007, 2008, 2010, 2011, 2012, 2015, 2019                   |
| Alphaville    | 7        | 1980, 1982, 1983, 1985, 1989, 1991, 1992                                     |
| Niterói       | 6        | 1976, 1979, 1983, 1984, 1986, 1990                                           |
| Bandeirantes  | 4        | 1988, 1995, 2001, 2009                                                       |
| Rio Branco    | 4        | 1993, 1997, 1998, 2006                                                       |
| Desterro      | 3        | 1996, 2000, 2005                                                             |
| Pasteur       | 3        | 1987, 1994, 2023                                                             |
| Curitiba      | 2        | 2014, 2016                                                                   |
| Medicina      | 2        | 1973, 1981                                                                   |
| SP Barbarians | 2        | 1970, 1971                                                                   |
| Poli Rugby    | 2        | 2018, 2022                                                                   |
| Jacareí       | 2        | 2017, 2024                                                                   |
| FUPE          | 1        | 1972                                                                         |

### Riepilogo tornei vinti per unità federativa
| Federazione    | Vittorie | Club |
| -------------- | -------- | --- |
| San Paolo      | 50       | SPAC São José Alphaville Bandeirantes Rio Branco Pasteur Medicina SP Barbarians FUPE Jacareí Poli Rugby |
| Rio de Janeiro | 6        | Niterói                                                                                                 |
| Santa Catarina | 3        | Desterro                                                                                                |
| Paraná         | 2        | Curitiba                                                                                                |